# Wraithborne
Wraithborne ist ein Hack-and-Slay-Action-Rollenspiel, das von Alpha Dog Games entwickelt und von Crescent Moon Games veröffentlicht wurde. Es erschien erstmals im Jahr 2012 für iOS, zu späteren Zeitpunkten auch für Ouya und Android.

## Handlung und Spielprinzip
Wraithborne ist ein Hack-and-Slay-Action-Rollenspiel. Die Handlung des Spiels findet in einer fiktiven Welt statt, in der die Gesellschaft nach der Erforschung von Magie zusammengebrochen ist. Von Magie besessene Menschen sind zu den unsterblichen Wraiths geworden, die nur durch Wraiths selbst oder deren Nachfahren getötet werden können. Protagonist des Spiels ist Hodor, Sohn einer menschlichen Mutter und eines Wraiths. Als Nachfahre eines Wraiths, sogenannter Wraithborne, ist es sein Ziel, die Wraiths aufzuhalten.
Das grundlegende Spielprinzip besteht im Bekämpfen von Gegnern. Neben den Wraiths gibt es mit den Mara (Goblins) und Werwölfen drei Gegnerspezies mit verschiedenen Angriffsmustern. Der Spieler selbst greift mit einem Hammer an und kann schwache und starke Angriffe miteinander kombinieren. Mit einem Schild kann der Spieler Angriffe abwehren und mit einer Rolle Angriffen ausweichen. Außerdem kann er mithilfe von Runen magische Angriffe ausführen. Dazu legt der Spieler zu Beginn einer Runde drei aus sieben Runen an, die er im Laufe einer Runde aufwerten kann.

## Entwicklung und Veröffentlichung
Wraithborne wurde von Alpha Dog Games entwickelt und von Crescent Moon Games veröffentlicht. Für die Entwicklung des Spiels wurde die Unreal Engine 3 genutzt. Am 8. November 2012 wurde das Spiel für iOS veröffentlicht. Eine Version des Spiels für Ouya ist am 8. August 2013 erschienen. Basierend auf der Ouya-Version wurde im selben Jahr eine Version für Android veröffentlicht.

## Rezeption
Wraithborne erhielt hauptsächlich durchschnittliche Wertungen. Der Review-Aggregator Metacritic ermittelte – basierend auf 11 Rezensionen – einen Metascore von 68 aus 100 möglichen Punkten.
Das Spielprinzip wurde häufig als durchschnittlich bezeichnet. Etwa nannte Pocket Gamer das Kampfsystem „angenehm durchschnittlich“ (“comfortably generic”) und sagte, dass man somit sofort wisse, was einen erwartet. Kritisiert wurde, dass es keine Charakterklassen gibt. Auch IGN sah es negativ an, dass die Auswahl der Runen die einzige Anpassungsmöglichkeit im Spiel ist und fand, dass Wraithborne sich durch sein mittelmäßiges Spielprinzip nicht von der Masse an weiteren iOS-Dungeon-Crawlern abheben könne. TouchArcade merkte an, dass das Spiel sehr kurz sei und in zwei Sitzungen durchgespielt werden könne, lobte aber, dass das Spiel keine In-App-Käufe habe.
Durchweg gelobt wurde die Grafik des Spiels und das Aussehen der Spielwelt. So nannte Business Insider diese „wunderschön gestaltet“ (“beautifully crafted”). GamePro zufolge ist das Spiel durch die Unreal Engine 3 ein „Hingucker“. Business Insider bemerkte vereinzelte Einbrüche in der Bildfrequenz.